# 迅速測図
迅速測図（じんそくそくず）とは、日本において明治時代初期から中期にかけて大日本帝国陸軍参謀本部陸地測量部によって作成された簡易地図である。

## 歴史
明治政府は、地図がないことが各地の反乱を抑える上で障害になったため、1880年（明治13年）に陸軍卿山縣有朋によって地図作成が命じられた。限られた予算と時間の中で作成しなければならなかったため、基準点測量を省いた方式が採られた。測量には主に旧幕臣が携わった。地図は基本的に1/20,000の縮尺で作成されているが、皇居周辺や小田原は1/5,000の縮尺図も作成されている。合計で921枚に上る迅速地図は1886年（明治19年）に完成し、地図はその後21世紀まで1枚も失われることなく保存されている。

## 研究
関東地方の地図は土地の利用法が分かるようにフランス式彩色がされており、作成された当時の土地利用法を示す資料となっている。また、林については樹木の種類も記されている。関東地方の地図は農業環境技術研究所による歴史的農業環境閲覧システムによってインターネットで公開されている。
なお、城跡、風車などの一部を除き、当時迅速測図中に示されていた建造物はほとんどが現在の地図中に示されていない（電信局、鉄工所など）。また当時から現在の地図に至るまで示されている建造物の地図記号はほとんどがその形状の変遷を見せている。中には工場、寺院のように全く地図記号の形状が変わっていないものもある。また復刻されたものの一部などが購入可能である。

## 参考・閲覧
1. 1 2 3 4  “関東平野の迅速測図と陸軍図画教育” (PDF).   社団法人・日本測量協会. 2009年6月閲覧。
2. 1 2  “120年前の農地や里山を確認可能、関東地方の「迅速測図」ネット公開”.   Impress Watch. 2009年6月閲覧。
3. ↑  “人と川とのかかわりについて調べよう - 水環境調査プログラム” (PDF).   茨城県. 2011年5月29日時点のオリジナルよりアーカイブ。2009年6月閲覧。
4. ↑  “迅速測図を用いて過去100年間の土地利用変化を定量的に計測する”.   農林水産研究情報総合センター. 2011年10月20日時点のオリジナルよりアーカイブ。2008年6月閲覧。
5. ↑  “筑波研究学園都市における林地の変遷に関する研究” (PDF). 2009年6月閲覧。